# Туринский автопортрет
«Тури́нский автопортре́т» — автопортрет, приписываемый Леонардо да Винчи. Находится в Королевской библиотеке в Турине. Считается, что художник нарисовал его в 60-летнем возрасте.

## Описание
Портрет нарисован сангиной на бумаге и изображает голову пожилого мужчины в трёхчетвертном повороте в правую сторону. Выполнен тонкими линиями, штриховка идёт слева направо, по привычке Леонардо. Бумага имеет немного коричневатый оттенок от солей железа, накопленных со временем из-за влажности. Сейчас не экспонируется по причине хрупкости.

## Атрибуция
Несмотря на известность, вокруг работы всё ещё ходят споры. Идентификация портрета была сделана в XIX веке на основе сходства рисунка с изображением Леонардо в образе Платона на фреске Рафаэля «Афинская школа» и высокого стилевого качества работы. Однако искусствовед Франк Цёльнер считает автопортрет подделкой или в лучшем случае копией, поскольку, по некоторым данным, при рентгеновской съёмке[уточнить] под изображением старца нашли живопись XVIII века.[уточнить]